# Tiefenbach (Rhénanie-Palatinat)
Pour les articles homonymes, voir Tiefenbach.
Tiefenbach est une municipalité d'une Commune fusionnée de Rhénanie-Palatinat à Simmern, en Rhénanie-Palatinat, dans l'ouest de l'Allemagne.

## Liens externes

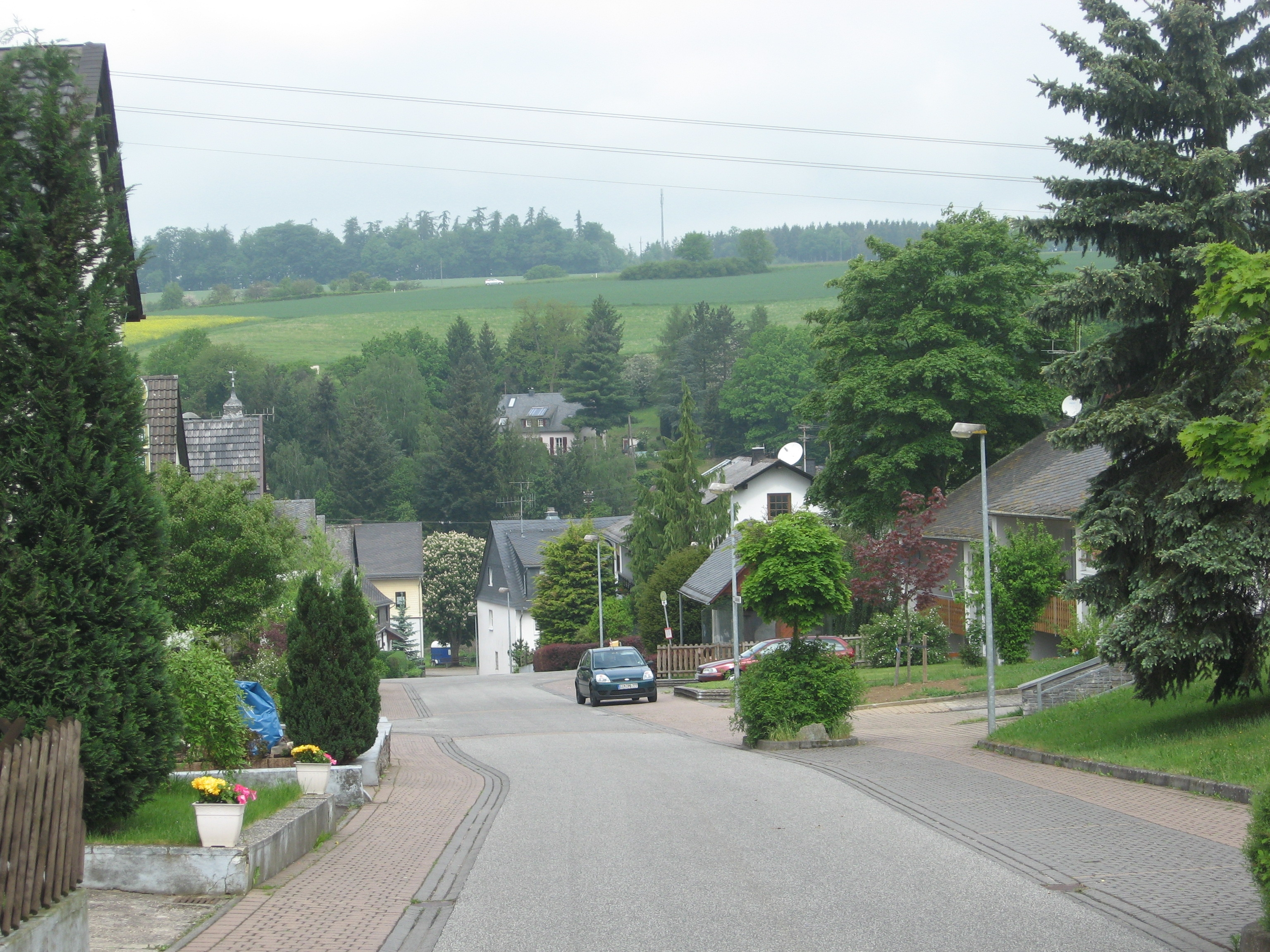
Vue sur Tiefenbach
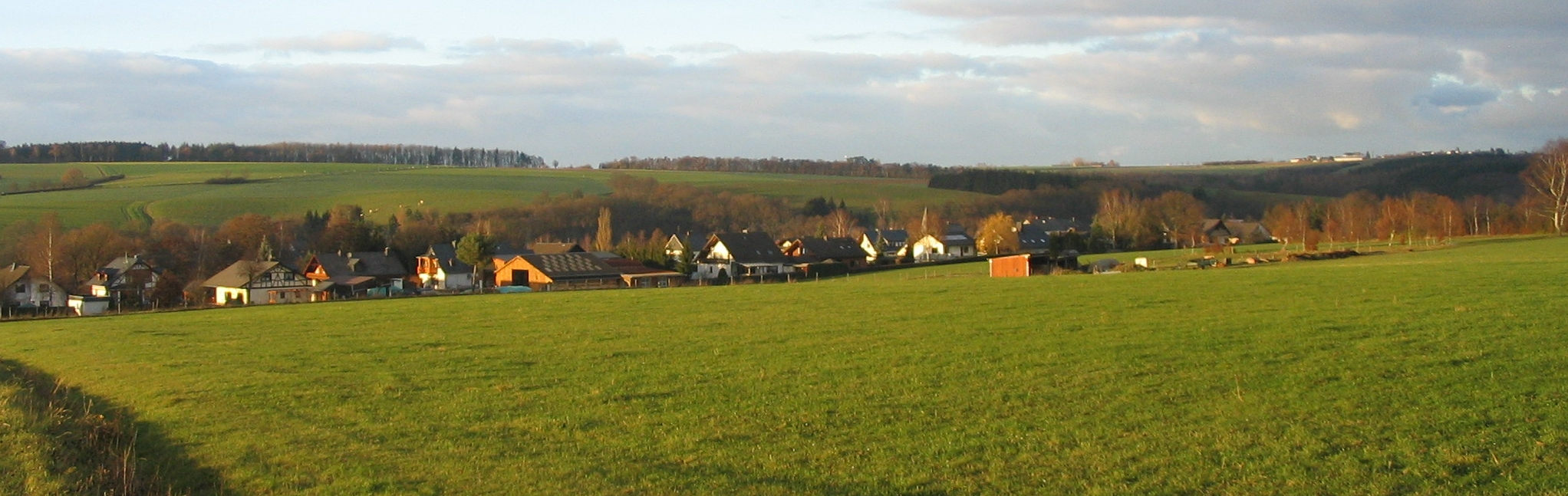
Vue sur Tiefenbach
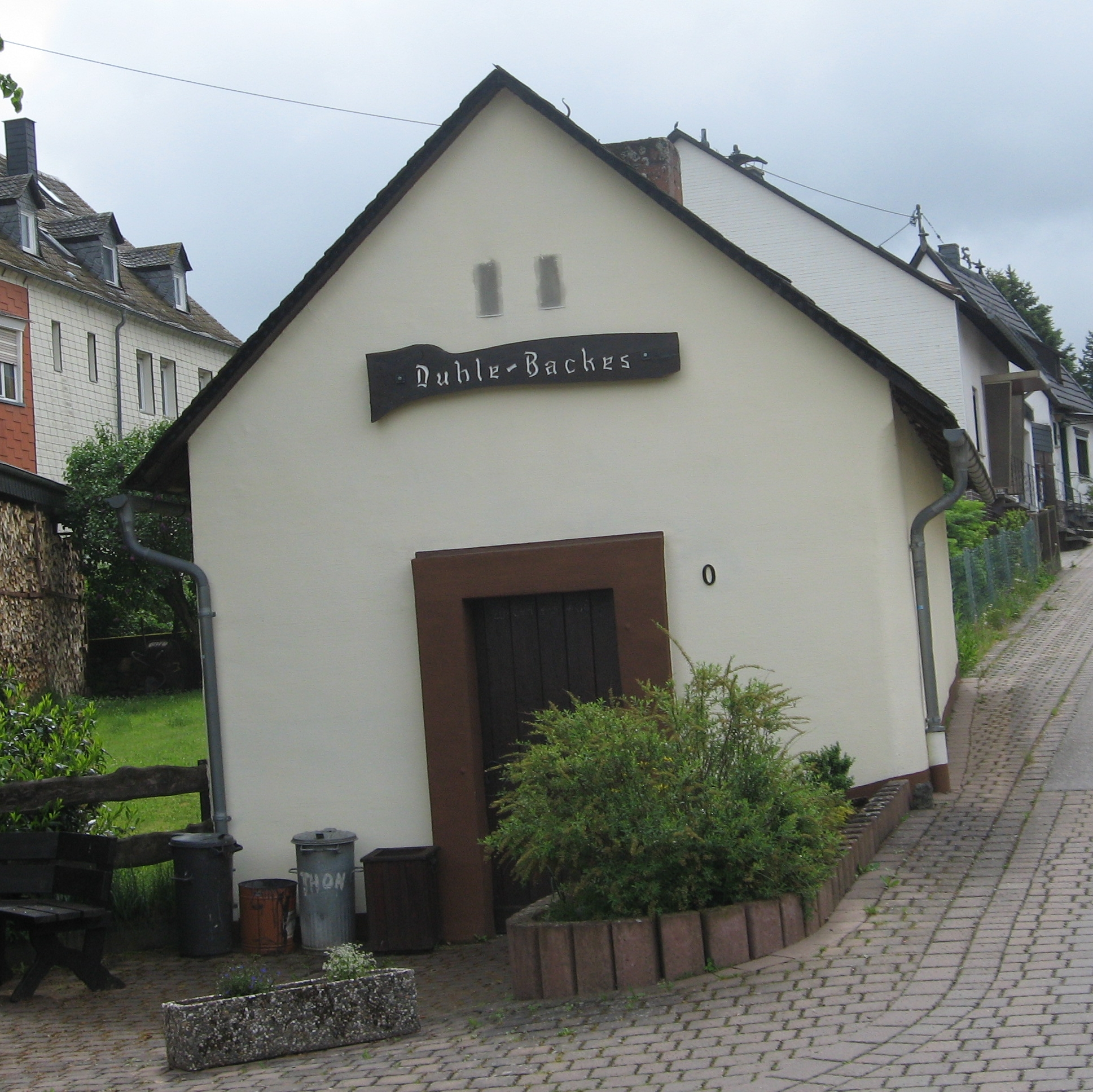
Boulangerie
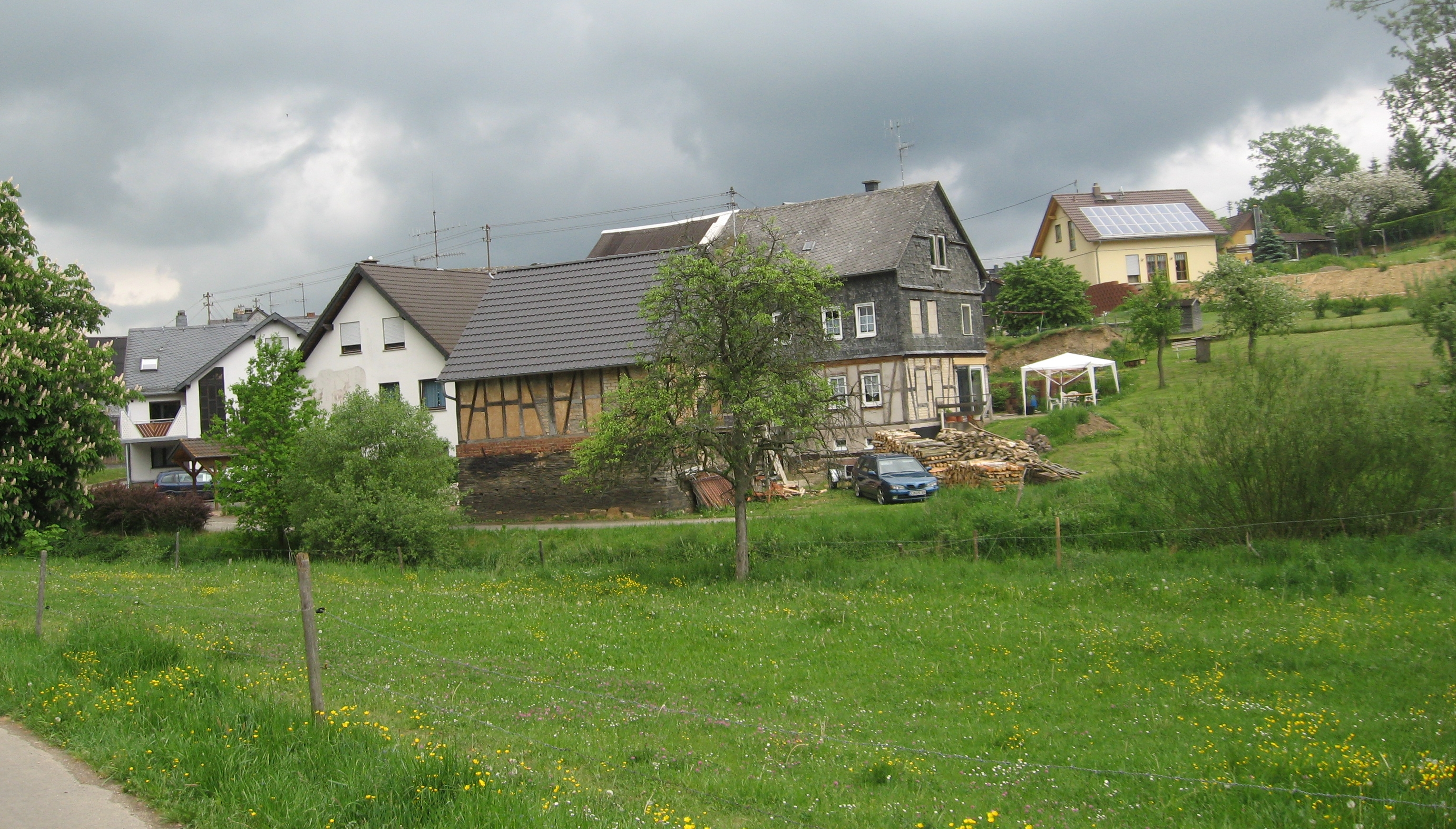
Aux alentours de Tiefenbach